# 21671 Воренер
21671 Воренер (21671 Warrener) — астероїд головного поясу, відкритий 7 вересня 1999 року.
Тіссеранів параметр щодо Юпітера — 3,366.